# 後の先
後の先（ごのせん）とは、剣術用語で相手が仕掛けてきた技に合わせて掛ける技である。別名カウンター、返し技（かえしわざ）。
本来の定義は「先の先」「先の後」「後の先」「後の後」に分類されるものの一つ。後の先は、「後から動いて、先手を取る」とされ、相撲で言うならば、立ち合いで、相手が先に立ったものの、こちらの攻撃を先に当てるという状況になる。なお、横綱相撲と称されるものは、相手の攻撃を受け止めてからの展開であるため、一番不利な「後の後」から勝つこととなる。
返し技に至っては、相手の攻撃を、完全に捌くか、いなしてからの展開、すなわち、完全に相手の技を回避して、相手の体勢が崩れたところに仕掛けるものであり、いわゆるボクシング的なカウンター(特にクロスカウンター)とも異なる。

## 概要
剣術では、相手が斬りつけ体勢の修正が効かない段階で、相手の刃を避け、相手に斬り返す技である。当然、剣道でも使われ、柔道、相撲、空手でも使われる事がある。
柔道では「返し技」とも呼ばれ、2004年発行の書籍『柔道技の見極めハンドブック』で「IJFの技名称」に挙げられた技のうち、返し技は足技では大外返、大内返、燕返（事実上の「小外返」）、内股すかし、跳腰返、払腰返、内股返、手技は小内返だとしている。講道館・技研究部は「基本的な態度」として「決まり技の名称は最後に決まった技とする」としている。その原則に則れば、例えば小内返の名称は浮落が適切であるが、同研究部で検討した結果『従来より「返し技」「裏技」「すかし技」と言われてきた技で、その名称が一般的に定着している技については「返」「すかし」を用いる』こととされ、これらの名称も登録された。また、「すかし」が含まれたり、返し技で「返」が含まれないのは「内股すかし」だけである（内股すかしの項を参照）。また、これ以外の技でも返し技としてスコアが取れることがあるが、2018年から自らが畳に着地する衝撃を利用しての返し技ではスコアが取れなくなった。